# COMICアットーテキ
『COMICアットーテキ』（コミックアットーテキ）は、1988年5月から1997年6月まで光彩書房より刊行された、成人向け美少女漫画雑誌。表紙はま☆くわが担当した。
成人向け漫画の他、複数の読者投稿ページ（イラストコーナー等）などで誌面が構成されてきた。また、投稿者がのちに漫画家としてデビューしたた例もあり、ゼロの者、G＝ヒコロウ、道満晴明、町野変丸、無限大などが該当する。
また、読者に漫画の点数評価をしてもらい、最も読者の支持を得た作品や登場人物を巻末の目次で発表していた。
1996年10月号より「成年向け雑誌」の識別マークを表示。1997年7月号をもって廃刊。

## この雑誌で執筆した主な作家
- あらきあきら
- 緒図乃真朋
- 関場すぐる
- ゴブリン（ゴブリン森口）
- The Amanoja 9
- 作者くんＵ
- 大山ミミず
- 玉置勉強
- 月森泉
- DONKEY
- 中ノ尾恵
- 中森ばぎな
- なだあくろう
- 葉月獅子丸
- 早川守
- ひりほりはりもる
- FLATY・FLAT
- プロトンザウルス
- 牧神堂
- ま☆くわ
- 町野変丸
- MAC-V
- 松原香織
- MANA-KO
- みかりん
- 美樹カズ
- 未将崎雄
- 水野景太
- みにおん
- 無限大
- 木工用ボンド
- 芳町カゲコ